# Stegastes albifasciatus
Stegastes albifasciatus, thường được gọi là cá thia sọc trắng, là một loài cá biển thuộc chi Stegastes trong họ Cá thia. Loài này được mô tả lần đầu tiên vào năm 1839.

## Phân bố và môi trường sống
S. albifasciatus phân bố ở Thái Bình Dương, được tìm thấy từ Seychelles và Réunion đến quần đảo Line và Tuamotu; phía bắc đến quần đảo Ryukyu, phía nam đến New Caledonia. S. albifasciatus thường sống xung quanh các rạn san hô, những bãi đá ngầm hoặc đá dăm, hoặc trong những đầm phá nông ở độ sâu khoảng 4 m trở lại.

## Mô tả
S. albifasciatus trưởng thành dài khoảng 13 cm. Toàn thân của S. albifasciatus có màu xám sẫm hoặc gần như đen, với các đốm màu xanh lam trên vảy; có thể có hoặc không có một khoảng màu trắng ở giữa thân. Một đốm đen thường xuất hiện ở gốc vây ngực. Các vây đều có màu sẫm ngoại trừ vây ngực có màu nhạt. Vây lưng có đốm đen, thường nằm gần khu vực cuống đuôi. Cá con có màu xanh lam. Đầu có nhiều đốm màu xanh sáng.
Số ngạnh ở vây lưng: 12; Số vây tia mềm ở vây lưng: 15 - 16; Số ngạnh ở vây hậu môn: 2; Số vây tia mềm ở vây hậu môn: 12 - 14.
Thức ăn của S. albifasciatus chủ yếu là rong tảo và các vụn hữu cơ. S. albifasciatus sinh sản theo cặp, trứng bám dính vào đáy biển và được bảo vệ bởi cá đực. S. albifasciatus có tính lãnh thổ, đôi khi hợp thành những đàn lỏng lẻo.